# Baiju Bhatt
Baiju Prafulkumar Bhatt (Poquoson, 1984/1985) es un empresario y multimillonario estadounidense de ascendencia india. Es cofundador, junto con Vladimir Tenev, de Robinhood, una empresa de servicios financieros con sede en Estados Unidos.

## Primeros años
Baiju Prafulkumar Bhatt, hijo de inmigrantes indios, creció en Poquoson, Virginia. Obtuvo una licenciatura en física de la Universidad de Stanford, donde también completó una maestría en matemáticas en 2008. Él y Tenev se conocieron durante el tiempo de Bhatt en Stanford.

## Carrera
En 2013, Bhatt cofundó la plataforma comercial Robinhood con Tenev. La idea surgió al presenciar los problemas en la industria financiera durante las protestas de 2011 de Occupy Wall Street.
Luego de una corrida de financiamiento en mayo de 2018 que aumentó la valoración de Robinhood a $6 mil millones, Bhatt y Tenev se convirtieron en multimillonarios. En agosto de 2021, Forbes ha estimado su patrimonio neto en 2.400 millones de dólares.
Bhatt habló en Disrupt SF 2018 sobre inversiones, donde anunció planes para lanzar una oferta pública inicial para Robinhood en 2019. Robinhood salió a bolsa en 2020.

## Vida personal
Bhatt está casado, tiene un hijo y vive en Palo Alto, California.